# Kwame Ture
Stokely Standiford Churchill Carmichael (Port of Spain, 29 de junho de 1941 – Conacri, 15 de novembro de 1998) foi um ativista negro do Movimento dos Direitos Civis nos Estados Unidos nas décadas de 1960 e 1970.

## Vida
Stokely nasceu em Trinidad e Tobago e em 1952 sua família mudou-se para o bairro do Bronx, em Nova Iorque, onde tomou contato com a realidade da vida e dos direitos do negro na escola secundária.

### Actividade política, SNCC e Panteras Negras
Ele se tornou proeminente na vida política e social norte-americana como líder do SNCC (Student Nonviolent Coordinating Committee, traduzível por Comitê Coordenador Estudantil Não-Violento),  movimento estudantil que pregava a não-violência na luta contra o racismo e pelos direitos iguais e mais tarde como “Primeiro-Ministro Honorário” do partido político formado por negros atuantes e combativos contra a discriminação e conhecido como Panteras Negras. Inicialmente um integracionista, dedicado a lutar pela criação de um sistema de vida americano capaz de integrar brancos e negros numa mesma sociedade de cidadãos iguais perante a lei e com oportunidades iguais, na mesma linha ideológica de Martin Luther King. Depois, entretanto, passou a fazer parte de movimentos nacionalistas negros e pan-africanistas.
Em 1967 Carmichael deixou a direção do SNCC e se tornou um grande crítico da Guerra do Vietnam, num período em que fez várias viagens e palestras  pelo mundo, aprimorando seus conhecimentos e visitando países insubmissos aos EUA, como a República Popular da China, Cuba, Vietnam do Norte e Guiné, na África.

### O período Africano e o socialismo
Porém, em 1969, Carmichael começou a se distanciar das ideias radicais dos Panteras Negras e ele e sua mulher, a cantora sul-africana Miriam Makeba, se mudaram para a Guiné, onde se tornou assessor do Presidente Ahmed Sékou Touré.
Na década de 1970 continuou suas viagens, escrevendo e discursando em apoio a movimentos mundiais de esquerda e escreveu um livro, Stokely Speaks: Black Power Back to Pan-Africanism, onde expõe uma explícita visão socialista do mundo que o acompanharia pelo resto da vida.
Escolhendo se estabelecer definitivamente na Guiné, em 1978 Stokely trocou seu nome para Kwame Ture, em homenagem aos líderes africanos Kwame Nkrumah e Sékou Touré. Acometido de câncer na próstata, morreu naquele país, em novembro de 1998, aos 57 anos de idade.

### O poder negro
O movimento pelos direitos civis nos Estados Unidos se fragmentou em 1966, quando Stokely, líder do Student Nonviolent Coordinating Committee (SNCC) — Comissão de Coordenação Estudantil Não Violenta, lançou a expressão Black Power, adotando postura mais revolucionária. O grito se espalhou pelo país e expressava a impaciência dos jovens diante dos contínuos ataques segregacionistas. O punho cerrado era o símbolo do movimento.